# Judith Gay West
Judith Gay West  (Australia, 4 de noviembre de 1949) es una botánica, y recolectora botánica australiana. Actualmente es Directora Ejecutiva de la Australian National Botanic Gardens; y tiene un doctorado (PhD) por la tesis sobre "Revisión taxonómica de Dodonaea ( Sapindaceae) en Australia". Completó su doctorado en 1981 por la Universidad de Adelaida, Australia del Sur.

## Biografía
En 1970, completó su Bachelor of Science con especialización en botánica y zoología por la Universidad de Sídney, Nueva Gales del Sur. Completó su licenciatura en Ciencias (con honores) con honores de primera clase en Botánica en 1972, también de la Universidad de Sídney.
West ha sido fundamental para elevar el perfil de la sistemática vegetal australiana, a través de su participación continua en múltiples asociaciones y comités nacionales e internacionales. Los centros de investigación donde actúa West sobre la sistemática vegetal de plantas australianas, en particular, la evidencia morfológica y sistema de cría en combinación con los datos moleculares. Es proactiva en compartir su investigación con el fin de incorporar el conocimiento en los paquetes de identificación interactivas de grupos de importancia nacional, incluyendo eucalipto, legumbres, grevilleas, orquídeas y plantas de la selva tropical.
Ha representado a los herbarios de Australia como la botánica oficial de enlace de Australia en 1988, con la Royal Botanic Gardens, Kew, Reino Unido.

## Honores

### Membresías
- Academia Australiana de Ciencias (FAA)

### Galardones
- 2001: Medalla Nancy T. Burbidge por el Australian Systematic Botany Society por mucho tiempo de pie y contribuir de manera significativa a la botánica sistemática australiana.[1]

- 2003: Oficial de la Orden de Australia por el servicio al avance de la ciencia botánica y la investigación, en particular en el campo de la sistemática de plantas, a la administración de la ciencia y el desarrollo de políticas, y para el establecimiento de Herbario Virtual de Australia.[3]

- La abreviatura «J.G.West» se emplea para indicar a Judith Gay West como autoridad en la descripción y clasificación científica de los vegetales.[4]